# Kefallinia (Präfektur)
Kefallinia (griechisch Κεφαλληνία Kefallinia) war bis 2010 eine der vier Präfekturen (nomí νομοί) der griechischen Verwaltungsregion Ionische Inseln. Mit der Verwaltungsreform von 2010 wurde die Präfektur aufgelöst und ihre Kompetenzen an die Region Ionische Inseln und die neu zugeteilten Gemeinden übergeben. Seither besteht das Gebiet aus den beiden Gemeinden Kefalonia und Ithaka, die zugleich als Regionalbezirke (Ez. gr. periferiaki enotita) geführt werden, die abgesehen von Sitzzuteilungen bei Regionalwahlen jedoch keine politische Bedeutung haben.

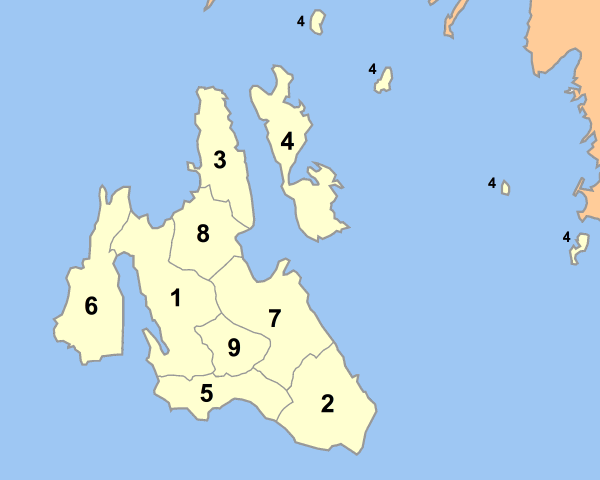
Die Gemeinden Kefallinias

Das Gebiet der Präfektur entstand weitestgehend aus dem 1797 unter napoleonischer Herrschaft gegründeten Département Ithaque und kam als Präfektur Kefallinia mit der Republik der Ionischen Inseln 1864 an Griechenland. Ithaka bildete damals zusammen mit Agia Mavra (Lefkada) eine eigene Präfektur, wurde 1866 der Präfektur Kefallinia angeschlossen, später jedoch von 1899 bis 1909 und 1946–1953 erneut mit Lefkada zusammen verwaltet. Seit 1953 bestand die Präfektur wieder aus Kefalonia und Ithaka.
Damals umfasste sie 172 Siedlungen in den drei Provinzen Krani, Paliki und Sami sowie die direkt der Präfektur unterstellte Gemeinde Ithaka. Mit der Gemeindereform 1997 wurden die drei Stadt- und 76 Landgemeinden zu insgesamt neun Gemeinden zusammengefasst: Die Stadtgemeinden Argostoli, Elios-Proni, Erisos, Ithaka, Livathos, Lixouri („Paliki“), Pylaros und Sami sowie die Landgemeinde Omala.